# Jacksonia restioides
Jacksonia restioides är en ärtväxtart som beskrevs av Meissner. Jacksonia restioides ingår i släktet Jacksonia och familjen ärtväxter. Inga underarter finns listade i Catalogue of Life.